# کورپوستا
کورپوستا (انگلیسی: Korpusta) یک شهرک در شهرستان بلورتسکی باشقیرستان کشور روسیه است.